# Station Workum
Station Workum is het station van het Friese stadje Workum in het zuidwesten van de provincie Friesland. Het station is gelegen aan de spoorlijn van Leeuwarden naar Stavoren en wordt bediend door Arriva.

## Geschiedenis
Het oorspronkelijke stationsgebouw werd geopend op 8 november 1885 en behoorde tot het Standaardtype Sneek van de spoorwegstations in Nederland. Dit gebouw bevatte wachtkamers voor de eerste, tweede en derde klas, en loketten. Het middengedeelte werd bewoond door de stationschef. Het gebouw werd in 1973 gesloopt en vervangen door een abri.
In de jaren 60 waren er plannen om de spoorlijn Sneek - Stavoren te sluiten, waardoor ook het station Workum gesloten zou worden. Om dit te voorkomen, werd op 22 december 1969 een protestmars - inclusief lijkwagen - gehouden. Uiteindelijk besloot staatssecretaris Keyzer dat de spoorlijn niet zou verdwijnen.

## Afbeeldingen

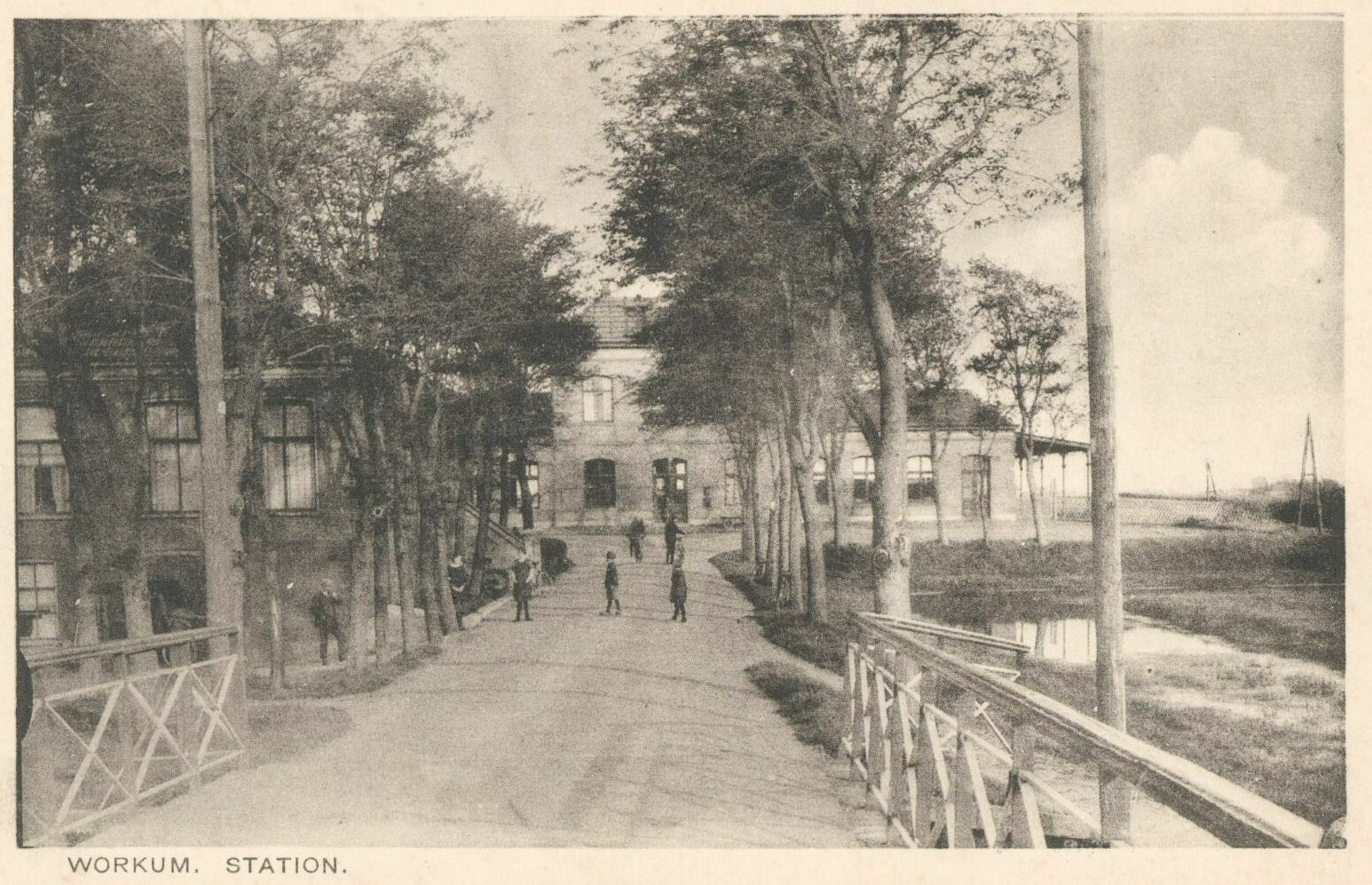
Foto van het voormalige stationsgebouw
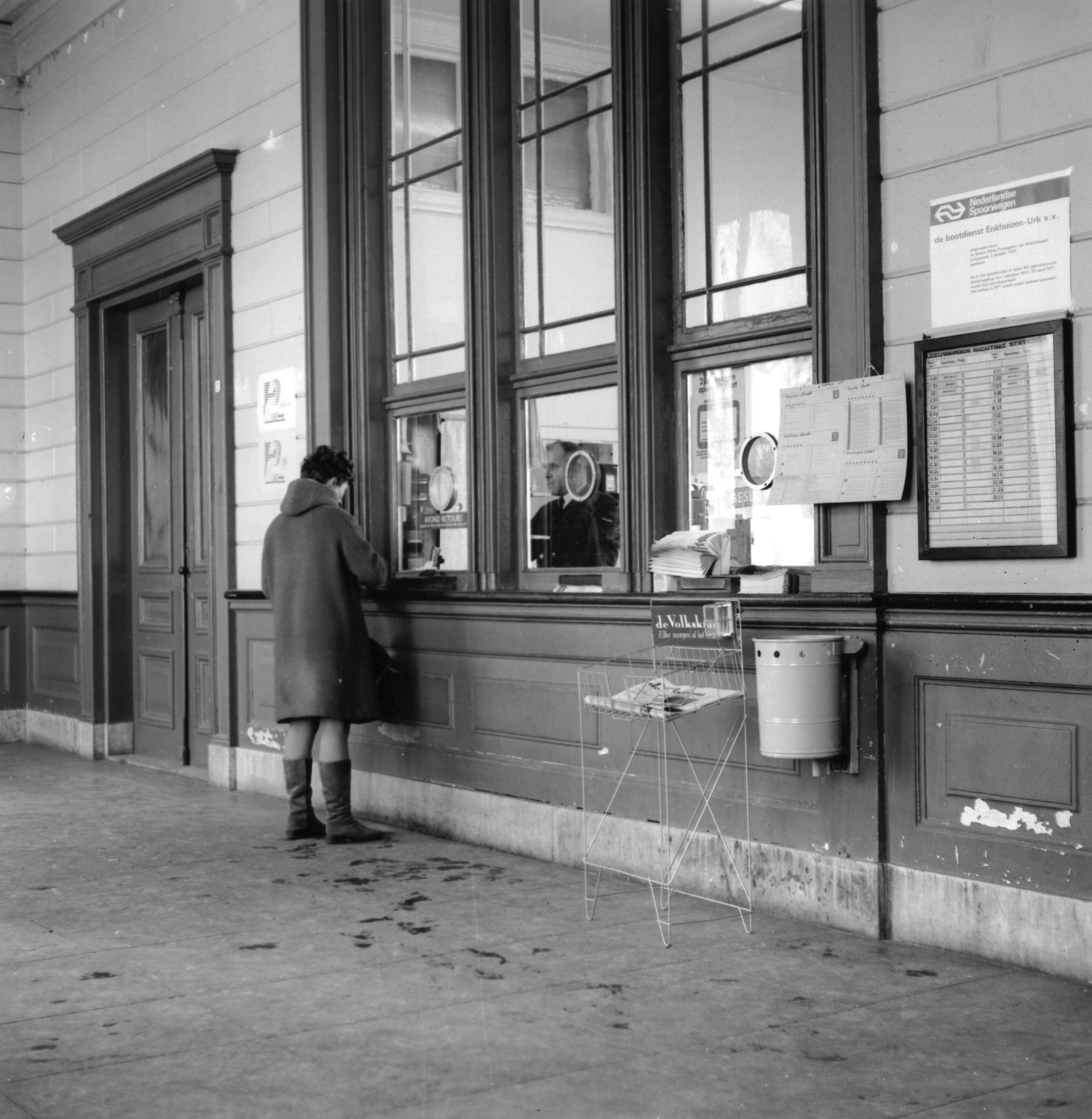
Het interieur van het voormalige stationsgebouw in 1971
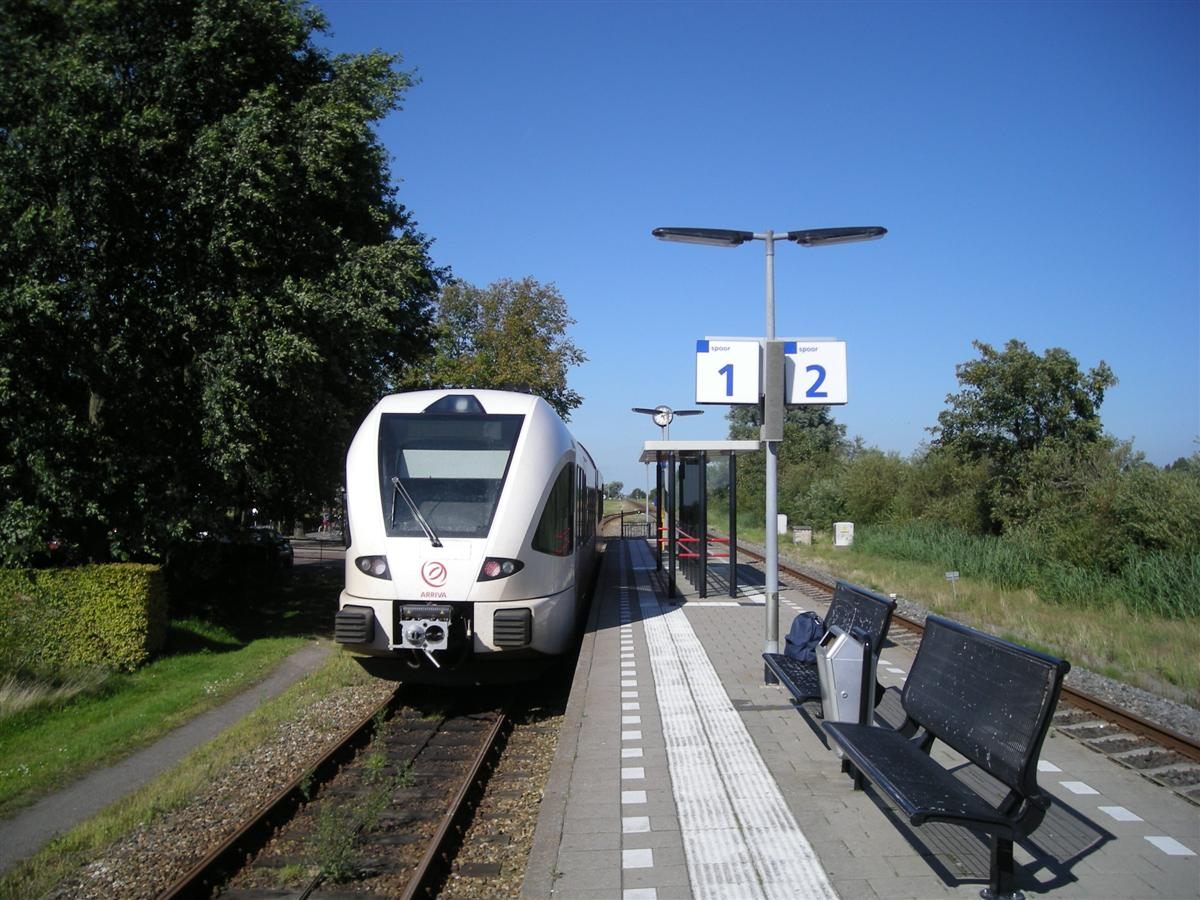
Trein en perron Station Workum (2007)
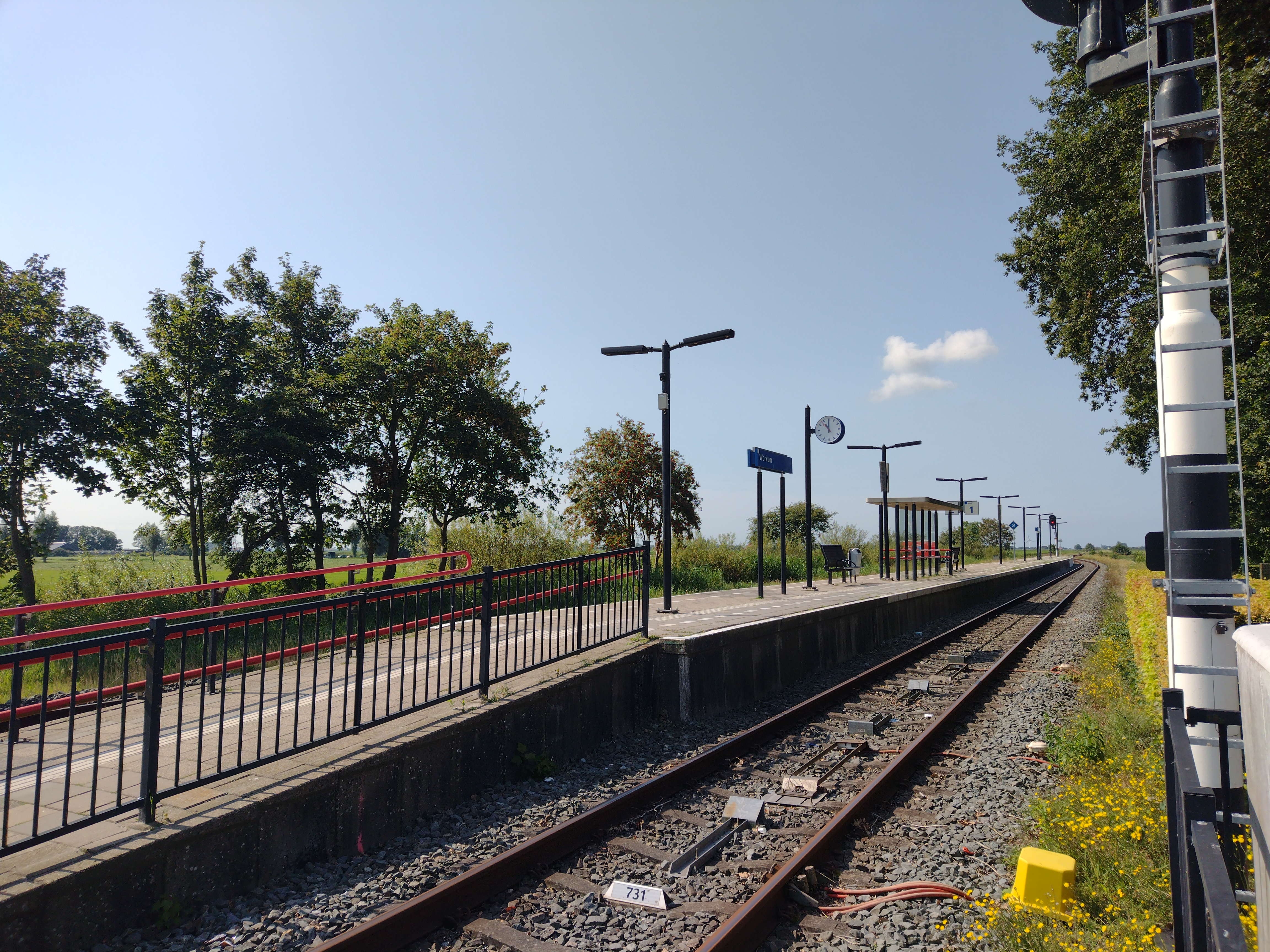
Perron

## Treinseries
Op dit station stopt in de dienstregeling 2025 de volgende treinserie:
| Serie      | Treinsoort         | Route                                  | Bijzonderheden |
| ---------- | ------------------ | -------------------------------------- | -------------- |
| 37100 RS 3 | Stoptrein (Arriva) | Leeuwarden – Sneek – Workum – Stavoren |                |

0: Leeuwarden ·
5: Jellum-Boxum ·
Beers ·
Jorwerd ·
10: Mantgum ·
Wieuwerd ·
16: Bozum ·
Scharnegoutum ·
20: Sneek Noord ·
22: Sneek ·
25: IJlst ·
30: Oudega ·
Nijhuizum ·
37: Workum ·
41: Hindeloopen ·
46: Koudum-Molkwerum ·
Warns ·
50: Stavoren
Akkrum ·
Buitenpost ·
De Westereen ·
Deinum ·
Dronryp ·
Feanwâlden ·
Franeker ·
Grou-Jirnsum ·
Harlingen ·
-Haven ·
Heerenveen ·
Hindeloopen ·
Hurdegaryp ·
IJlst ·
Koudum-Molkwerum ·
Leeuwarden ·
-Camminghaburen ·
Mantgum ·
Sneek ·
-Noord ·
Stavoren ·
Wolvega ·
Workum
Voormalige stations: zie de lijst van voormalige spoorwegstations in Friesland